# Where Is My Mind?
Where Is My Mind? è un brano dei Pixies, gruppo statunitense alternative rock.

## Descrizione
Presente come settima traccia nell'album Surfer Rosa, originariamente prima traccia del lato B del vinile a 33 giri, è stato scritto dal cantante e frontman del gruppo, Black Francis, durante gli studi presso l'Università del Massachusetts ed ispirata da una sua immersione subacquea effettuata nel Mar dei Caraibi. La band è stata oggetto di sette album-tributo contenenti esclusivamente cover dei loro brani, interpretati da vari artisti internazionali. Uno di questi lavori, pubblicato nel 1999 per la Glue Factory Records, porta il titolo di Where Is My Mind? Tribute to the Pixies.
La traccia è stata utilizzata come colonna sonora nell'ultima scena e nei titoli di coda dei film Fight Club e Knock Knock, in una scena del film Mr. Nobody, nella quarantacinquesima puntata della serie televisiva 4400, nella scena saliente del film ACAB, nel film Slam - Tutto per una ragazza ed anche, infine, nel trailer di lancio del film Franny. Un riadattamento della traccia in versione pianoforte è presente in varie puntate della seconda stagione di The Leftovers - Svaniti nel nulla nonché nella penultima puntata della prima stagione di Mr. Robot, e inoltre si può sentire anche in un breve spot pubblicitario del videogioco Uncharted 4 sviluppato da Naughty Dog e pubblicato il 2016. La traccia è stata utilizzata anche nel film The Nest, dove si può ascoltare anche una versione al piano. Una versione del brano è presente anche nel film Sucker Punch.

## Formazione
- Black Francis – voce e chitarra
- David Lovering – batteria
- Mrs. John Murphy – basso
- Joey Santiago – chitarra

## Cover
Nel 2016 il gruppo musicale rock britannico Placebo pubblica una raccolta intitolata Sleeping with Ghosts: B-Sides che contiene al suo interno una cover del brano.